# 29467 Shandongdaxue
29467 Shandongdaxue este un asteroid din centura principală de asteroizi.

## Descriere
29467 Shandongdaxue este un asteroid din centura principală de asteroizi. A fost descoperit pe 15 octombrie 1997 la Xinglong în cadrul programului Beijing Schmidt CCD Asteroid Program. Asteroidul prezintă o orbită caracterizată de o semiaxă mare de 2,80 ua, o excentricitate de 0,17 și o înclinație de 9,8° în raport cu ecliptica.